# Pistros

Pistros (em grego: Πίστρος) é um ilhota entre Ítaca e o continente grego, uma das Ilhas Jónicas. Desde 2011, não tem população residente.